# 早期アルツハイマー型痴呆診断支援システム
早期アルツハイマー型認知症診断支援システム（そうきアルツハイマーがたにんちしょうしんだんしえんシステム、Voxel-based Specific Regional analysis system for Alzheimer's Disease, VSRAD, ブイエスラッド）とは、埼玉医科大学病院核医学診療科松田博史の総監修の下、大日本印刷ならびにエーザイが共同開発した、早期アルツハイマー病診断支援システム。アルツハイマー病診断の経験値に基づく客観的判断を目指したもの。
早期アルツハイマー病では、脳萎縮が海馬において特に著明であるため、1.5TのMRIにより収集した脳全体の立体データを専用端末に取り込み、専用解析ソフトで脳全体と海馬の萎縮の程度を一定値（ボクセル値）へ変換した後、健常人のデータベースと照合・解析する。実際には海馬体の周辺にあたる嗅内野を含むいわゆる海馬傍回のあたりを中心に解析される。
必要な画像は基本的にはサジタル（矢状断）画像である。
萎縮の程度は0（萎縮なし）以上の数値で表され、海馬の萎縮が脳全体のそれより強いほど、大きな数値となる（2以上なら早期アルツハイマー病の疑いあり、1以上であれば、前駆を含むMCI（軽度認知機能障害 - Mild Cognitive Impairment）の関連を疑い、経時的にフォローすべきである）。
従来アルツハイマー病の診断にはSPECTやPETなど放射性医薬品を用いた検査（核医学検査）が必要であったが、VSRADは一般の医療機関で広く使われるMRI装置があれば良く、手軽にまた短時間で判定できるため、今後の普及が期待されている。